# Tan King Gwan
Tan King Gwan (* 1932; † 2001; später bekannt als Darmawan Saputra) war ein indonesischer Badmintonspieler.

## Karriere
Tan King Gwan gehörte von 1958 bis 1967 dem indonesischen Thomas-Cup-Team an, welches in diesem Zeitraum dreimal diese Weltmeisterschaft für Männermannschaften gewann.
1958 trug er mit einem Sieg gegen Johnny Heah und Lim Say Hup zum ersten Erfolg Indonesiens im Thomas Cup bei, verlor jedoch seine zweite Partie mit Njoo Kiem Bie gegen Eddy Choong und Ooi Teik Hock. 1961 verlor er beide Doppel gegen Thailand. Trotzdem siegte das indonesische Team mit 6:3.
1964 verlor er mit Abdul Patah Unang im Finale gegen Dänemark gegen Finn Kobberø und Jørgen Hammergaard Hansen, siegte jedoch gegen Erland Kops und Henning Borch. Drei Jahre später spielte er im Finale gegen Malaysia mit A. P. Unang gegen Tan Yee Khan und Ng Boon Bee und verlor dieses Match klar in zwei Sätzen.
Seinen größten Erfolg in den Einzeldisziplinen feierte er im Herrendoppel 1966 mit Abdul Patah Unang bei den Asienspielen, als er die Bronzemedaille gewann.